# اوگوستووو (استان پودلاسکی)
اوگوستووو (به لهستانی:  Augustowo) یک روستا در لهستان است که در گمینا بیلسک پودلاسکی واقع شده‌است.